# Lukáš Blažej
Lukáš Blažej (* 8. května 1996 Ústí nad Labem) je český aktivista občanských práv a politik, člen České pirátské strany. Od roku 2014 je členem Kontrolního výboru zastupitelstva městského obvodu Ústí nad Labem - město a od roku 2018 zastupitelem města Ústí nad Labem, obojí za hnutí Pro!Ústí.

## Život

### Osobní život
Lukáš Blažej vystudoval Gymnázium dr. Václava Šmejkala v Ústí nad Labem a ještě dva roky před dokončením tíhnul k informatice. Ale kvůli tomu, že začal při aktivitách ohledně veřejného dění využívat více právo a uvědomil si jeho důležitost, přitáhla ho nakonec Právnická fakulta Univerzity Karlovy, kterou začal studovat roku 2015.
Mezi jeho zájmy dříve patřilo horolezectví, ke kterému se dostal přes geocaching. Věnoval se fotografování, především přírody a krajiny, a psaní povídek. Je vegetarián.

### Aktivismus a kauzy
Angažovat se ve veřejných věcech přišlo Lukášovi Blažejovi vždy přirozené, protože cítil spoluzodpovědnost za to, jak vypadá svět. To prokázal už při svém prvním zapojení do veřejných věcí na střední škole, kdy byl členem žákovského parlamentu a později se dostal i do školské rady. V rámci tohoto působení se poprvé v životě setkal se zneužíváním veřejných peněz, ale nechal se tehdy ředitelem zastrašit a svou žádost o informace stáhl. To zformovalo jeho odhodlání do budoucna už žádnou kauzu nevzdat. Nasměrovalo ho to také později k angažmá v politice, kdy mu vadila především bezmoc nad arogancí moci, když na svou žádost o informace mu bylo ředitelem odpovězeno pouze výhrůžkami.
Když viděl, „jak hrozné může životní prostředí být, pokud dáme absolutní přednost průmyslu“, začal se věnovat ekologii. Nyní se Blažej na právo životního prostředí specializuje, přednáší o něm a publikuje. S Karlem Karikou a Vladimírem Charvátem spoluzakládal ekologický spolek Ústecké šrouby zaměřený na ochranu životního prostředí v kraji. V roce 2018 byl spolek největším ekologickým spolkem v kraji podle počtu správních řízení. Jeho angažování ve věcech veřejných v tomto směru začalo tím, že se snažil zabránit například zbytečnému kácení stromů, ale později se přeorientoval na nápravu chyb nastavení systému ochrany přírody z obecného hlediska. Dohlíží také na úřady, aby dbaly na životní prostředí a neobcházely zákony.
V průběhu uprchlické krize zorganizoval humanitární výpravy na hraniční přechod Berkasovo-Bapske nebo do Horgoše. Mimo to se věnuje transparentnosti města Ústí nad Labem, sleduje veřejné zakázky, správní řízení a záměry města.

#### Spor o informace o odměnách úředníků města
V roce 2018 dostal za vytrvalou snahu prolomit neochotu ústeckých úředníků poskytovat informace Cenu odvahy. Stal se tak druhým nejmladším držitelem této ceny. Šlo o případ rozdělení 451 tisíc Kč na odměny jen mezi některé vedoucí úředníky města v červnu roku 2015. Tehdy došlo na úřadě ke svržení primátora Josefa Zikmunda vlastními straníky z ANO, kteří jej nahradili Věrou Nechybovou. Blažej pojal podezření, že jednotlivým osobám byly odměny rozděleny podle jejich loajality při této změně.
Na začátku roku tak Blažej úřad zažádal o informace o rozdělení odměn podle jmen a úřad mu částečně vyhověl, poslal výše odměn, ale neuvedl konkrétní jména. Po odvolání toto rozhodnutí ale krajský úřad zrušil a vyzval město, aby informace poskytlo. A podání žádosti, zamítnutí a zrušení rozhodnutí po odvolání se opakovalo ještě 18krát. Mimo to Blažej podal hned v roce 2016 také žalobu, kterou krajský soud v květnu 2019 zamítl, když přihlížel kvůli době podání žádosti pouze k prvním dvěma případům odmítnutí podání informací z celkových 18. U těchto dvou žádostí nebylo prokázáno, že by úřad opakovaně rušil prvostupňové rozhodnutí ze stejných důvodů, jelikož v druhém odůvodnění další důvody přidal. Blažej posléze podal další žalobu k ústeckému okresnímu soudu, kterou vyhrál a soud shledal, že město jednalo v rozporu s rozhodnutím krajského úřadu i s výkladem Ústavního a Nejvyššího správního soudu v jiných případech. Podle soudce byla ze všech rozhodnutí patrná snaha za každou cenu informace neposkytovat. Soud nepravomocně rozhodl, že město musí Blažejovi vyplatit 65 tisíc Kč odškodného.
Mezitím na něj podalo město v souvislosti s jeho počínáním 4 trestní oznámení, které policie vždy odložila s tím, že byla nepodložená. Jednou trestní oznámení bylo za údajnou pomluvu, když Blažejovo podezření na odměny za loajalitu otiskl tisk. Prověřující policejní inspektor uvedl, že „naopak je zcela zřejmé, že Lukáš Blažej svým postupem se snaží informace získat, tak aby všechny své pochybnosti rozptýlil.“
V dalším případě bylo trestní oznámení za údajné přisvojení pravomoci úřadu, když Blažej zatelefonoval do firmy M+M servis a dotazoval se na okolnosti odpuštění dluhu firmě městem. Policie při odložení případu uvedla: „Podání neobsahuje zcela žádné skutečnosti svědčící o spáchání trestného činu a je k zamyšlení, proč bylo vlastně podáno. Nelze totiž přehlédnout, že směřuje proti osobě, která se občansky a politicky angažuje a ve svých vystoupeních často kritizuje vedení statutárního města. Trestní řízení v žádném případě neslouží k řešení osobních či názorových sporů a pro takové účely nemůže být zneužíváno.“
Další trestní oznámení bylo za údajné vydírání. Aktivistický spolek Ústecké šrouby, jehož byl tehdy Blažej členem, uzavřel smlouvu se společností Naturen budující v Habrovicích u Ústí nad Labem inženýrské sítě k rodinným domkům. Vedoucí právního oddělení magistrátu Miloš Studenovský v trestním oznámení napsal: „Smlouvu lze interpretovat vcelku jednoduše. Bude-li společnost Naturen konat to, co si spolek nadiktuje, nebude tento hatit jeho investiční záměr podáváním šikanózních odvolání či správních žalob.“ Policie ale zjistila, že smlouva, a tedy ani údajné vydírání, se vůbec netýkala města a vyslechla svědky, kterých se naopak týkala. Zástupce investora, architekt Pavel Černohouz vypověděl, že schůzku s Ústeckými šrouby inicioval on sám a smlouva obsahuje pouze běžné, splnitelné a rozumné podmínky, které si aktivisté kladli. Blažej na počínání Studenovského reagoval vyjádřením, že jde o šikanování aktivní veřejnosti.

#### Policejní prohlídka
Ráno 17. června 2016 se v Blažejově pokoji na koleji Hvězda odehrála policejní prohlídka kvůli vyšetřování případu nelegálního sdílení hudby na internetu, které probíhalo od února. Blažej si to tehdy spojoval se svým aktivismem na ústecké radnici a podezříval policii, že chce zjistit, jaké choulostivé informace k ústeckým kauzám shromáždil. Policie přitom prohlídku provedla na základě mylné IP adresy. V pokoji měl Blažej řadu spisů, protože spolupracoval s určitou advokátní kanceláří. Proto policii upozornil, že jde o místo výkonu advokátní praxe, čili prohlídce by měl být přítomen zástupce České advokátní komory. Policie ho ale nenechala právníkovi zavolat a pokračovala v prohlídce, přičemž si i policisté spisy prohlíželi. Odnesli počítač a datové nosiče.
Po prohlídce Blažej kontaktoval IT oddělení univerzity, které zjistilo, že pracovník se dopustil omylu, když se policie dotazovala na více IP adres použitých v různých časech a dostala od Karlovy univerzity IP adresu, kterou normálně sice používal Blažej, ale v době šíření nelegálního obsahu ji použil někdo jiný. Univerzita po třech dnech, 20. června, informovala o chybě policii. Přestože se Blažej domáhal navrácení věcí, získal je až 12. srpna, o dva měsíce později. Počítač byl přitom poškozený. Kvůli těmto pochybením policie podal stížnosti na odbor vnitřní kontroly pražské policie, na státní zástupyni a nakonec i na odbor vnitřní kontroly policejního prezidia a domáhal se omluvy policie. Všechna podání nakonec vyřídila dozorující žalobkyně, která sice dala policii ke zvážení omluvu za „provedení prohlídky v místě, kde provedena být neměla“, ale jinak je zamítla s tím, že státní zastupitelství neshledalo v práce policie žádné pochybení, jelikož Blažej nevznesl žádné oficiální námitky během prohlídky. Do protokolu k prohlídce totiž v rozrušení nenechal tyto námitky zapsat. Pracovník univerzity se Blažejovi omluvil, zatímco policie nikoliv.
Blažej se následně obrátil na ministerstvo spravedlnosti s žádostí o odškodnění ve výši 60 tisíc Kč, což ale ministerstvo odmítlo a tak se obrátil na obvodního soudu pro Prahu 6 s žalobou proti ministerstvu. S žalobou uspěl a soudkyně potvrdila, že „došlo ke vzniku majetkové a nemajetkové újmy“, a přiznala mu odškodné 90 tisíc Kč. Úřad pro zastupování státu ve věcech majetkových, který reprezentoval v případu ministerstvo, se odvolal a případ tak putoval k Městskému soudu v Praze.

### Politika
Lukáš Blažej se přes svůj aktivismus dostal i do veřejné politiky, kde si jeho jméno lidé spojují především s bojem za transparentnost. Od roku 2014 je členem Kontrolního výboru zastupitelstva městského obvodu Ústí nad Labem - město a od roku 2018 zastupitelem města Ústí nad Labem, obojí za hnutí Pro!Ústí. v roce 2016 vedl pirátskou část kandidátku Pirátů a Zelených do Zastupitelstva Ústeckého kraje. V roce 2019 neúspěšně kandidoval do Evropského parlamentu ze čtvrtého místa pirátské kandidátky.
Ve volbách do Poslanecké sněmovny PČR v říjnu 2021 kandidoval jako člen Pirátů na 2. místě kandidátky koalice Piráti a Starostové v Ústeckém kraji, nebyl ale zvolený. Obdržel 3 830 (7,25 %) přednostních hlasů a skončil jako pátý náhradník.
Ve volbách do Poslanecké sněmovny PČR v roce 2025 je lídrem Pirátů v Ústeckém kraji.

## Ocenění
- 2018 – Cena za odvahu Nadačního fondu proti korupci[9]